# Cova del Pont

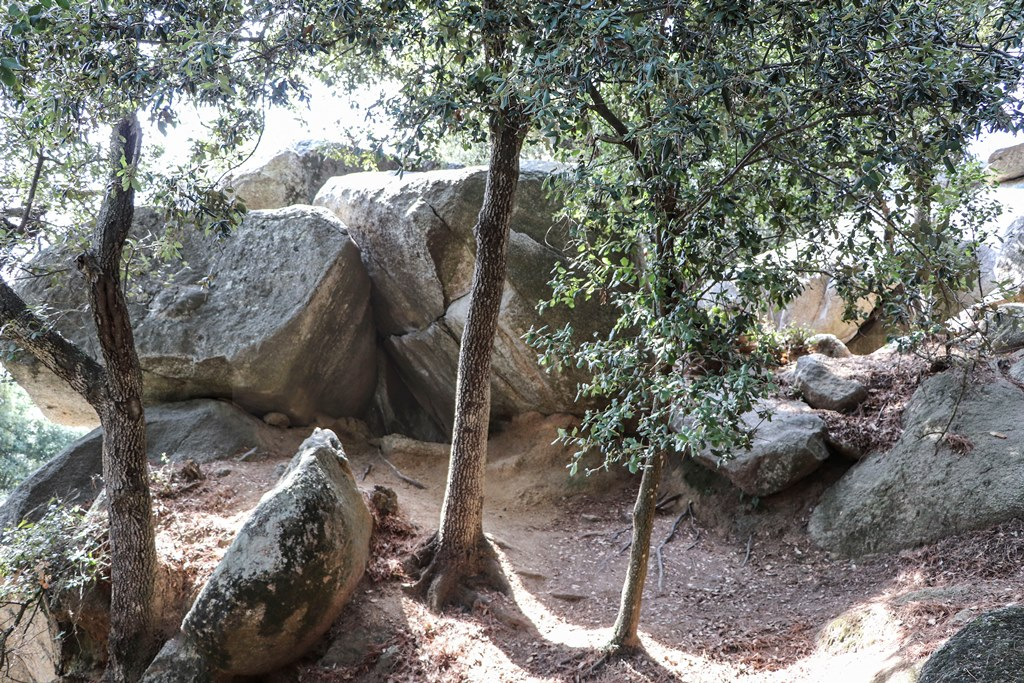
Cova del Pont

Die in den 1970er Jahren ausgegrabene Cova del Pont befindet sich in Vilassar de Dalt im „Park de la Serralada Litoral“ in der Comarca Maresme in der Provinz Barcelona in Katalonien in Spanien. 
Die Cova des Pont (dt. Brückenhöhle) ist eine Tropfsteinhöhle auf der spanischen Baleareninsel Mallorca.
Die Cova del Pont ist ein in Katalonien verbreiteter Paradolmen. Paradolmen sind Megalithanlagen, die zu wesentlichen Teilen aus Findlingen oder natürlichen Felsformationen bestehen, die einen Hohlraum bilden, der ggf. artifiziell umgestaltet, als Dolmen genutzt wurde. Die Cova del Pont besteht aus einer natürlichen Anhäufung von Granitblöcken, die zwei Kammern bilden. 
Gefunden wurden ein Griff und eine Schieferaxt von 15 cm Länge und 1,0 cm Dicke, handgefertigte Töpferwaren mit Einschnitten (kleine Kreise) und grobe Töpferware. Es wurde auch die Existenz einer Bestattung festgestellt. Das Material wird vom Neolithikum bis zur Bronzezeit (5000 v. Chr. – 1500 v. Chr.) datiert.